# Bayan, Töv
Bayan (tiếng Mông Cổ: Баян) là một sum của tỉnh Töv ở Mông Cổ. Vào năm 2007, dân số của sum là 2.093 người.

## Địa lý
Sum có diện tích khoảng 2.900 km2. Trung tâm sum, Maant, nằm cách tỉnh lỵ Zuunmod 80 km và thủ đô Ulaanbaatar 100 km.

### Khí hậu
Bayan có khí hậu bán khô hạn. Nhiệt độ trung bình hàng năm trong khu vực là 3 °C. Tháng ấm nhất là tháng 7, khi nhiệt độ trung bình là 25 °C và lạnh nhất là tháng 1, với −20 °C. Lượng mưa trung bình hàng năm là 300 mm. Tháng ẩm ướt nhất là tháng 7, với lượng mưa trung bình là 80 mm, và khô nhất là tháng 1, với 2 mm.